# Compagnie Feugham
La compagnie Feugham est une troupe professionnelle de théâtre basé à Bafoussam au Cameroun. La compagnie est aussi un espace d'écriture, d'exposition et de répétitions. 
Elle est codirigée par le dramaturge et metteur en scène Kouam Tawa.

## Histoire
La compagnie Feugham est fondée par Wakeu Fogaing et Kouam Tawa qu'il co-dirige depuis 1993,.
La compagnie accueille des metteures en scène comme Catherine Boskowitz,. Elle joue des pièces dans les réseaux culturels au Cameroun et à l'étranger. L'espace de la compagnie sert aussi de lieu d'exposition. Bernard Tankou y a animé des ateliers d'écriture pour enfants.